# Saliente (militar)

Plan de ataque alemán (flechas azules) para ocupar la ciudad de Kursk controlada por los soviéticos, resultando en la batalla de Kursk.

Dentro de la terminología militar, un saliente hace alusión al espacio que se adentra dentro del territorio enemigo en el campo de batalla. Los salientes están rodeado por el enemigo por varios flancos, lo que hace que las tropas que se localizan en este lugar sean más vulnerables. Cuando las fuerzas contrarias separan ese territorio adentrado y lo rodean por completo, quedando aislados y sin línea de suministro, se denomina una bolsa.
Los salientes pueden formarse de varias maneras. Un atacante puede producir un saliente en la línea del defensor haciendo intencionadamente un movimiento de pinza alrededor de los flancos militares de un punto fuerte, que se convierte en la punta del saliente, o haciendo un ataque amplio y frontal que se mantiene en el centro pero avanza por los flancos. Un atacante suele producir un saliente en su propia línea realizando un ataque amplio y frontal que sólo tiene éxito en el centro, que se convierte en la punta del saliente. También se puede formar un saliente si el ejército atacante finge retirarse, engañando a las fuerzas defensoras para que le persigan, lo que lleva a que el ejército principal se encuentre en todos los flancos en una emboscada preestablecida.
En la guerra de trincheras, los salientes están claramente definidos por las líneas de trincheras opuestas y solían formarse tras el fracaso de un amplio ataque frontal. La naturaleza estática de las trincheras dificultaba la formación de una bolsa, pero la vulnerabilidad de los salientes hacía que a menudo fueran el centro de batallas de desgaste. Uno de los ejemplos más célebres fue el saliente de Ypres, en el frente occidental durante la Primera Guerra Mundial.